# Filip Ćustić
Filip Ćustić   (Santa Cruz de Tenerife, 1993) és un artista multidisciplinari hispanocroat que viu a Madrid. La pràctica artística de Ćustić combina fotografia, art performance, escultura i videoart, la seva obra està en constant diàleg

## Trajectòria
Ćustić va néixer a Santa Cruz de Tenerife. Els seu pares son de Kornić però, van fugir a Espanya durant la Guerra d'Independència de Croàcia.
Ćustić és un artista multidisciplinari. El seu treball s'ha exposat a Espanya a nivell nacional, en llocs com La Térmica de Màlaga i La Fundación César Manrique de Lanzarote, com a nivell internacional en llocs com el Museum der bildenden Künste de Leipzig i el Manchester International Festival.
Ćustić també ha participat en nombrosos projectes culturals en el món de l'art. El gener de 2018 va formar part de la segona edició d' Inspíreme que va tenir lloc al Espacio Cultural CajaCanarias de Tenerife. A principis de 2019, va ser seleccionat com un dels artistes que formaria part del projecte d'art londinenc de Selfridges The New Order que es va llançar el setembre de 2019. Al maig de 2019, va fer una conferència magistral a la V edició del Design Fest, organitzat per IED Madrid. El juliol de 2019 va ser membre del jurat de la convocatòria artística de Versiona Thyssen 2019, organitzada pel Museu Thyssen-Bornemisza de Madrid.
El Ćustić també ha treballat com a fotògraf d'art creatiu i de moda per a Opening Ceremony, Vogue, Fucking Young!, GQ UK, Esquire, Visionare, Palomo Spain, i altres. Va col·laborar amb la cantant i compositora Rosalía en el seu segon àlbum del 2018, El mal querer, dissenyant i creant la identitat visual del disc.

## Concepció artística i estil
El seu treball explora l'impacte de les tecnologies digitals en la consciència humana i el sentit de la identitat, reunint art, tecnologia i humanitat. Així doncs, Ćustić crea quadres virtuals (pintures virtuals), en els quals oscil·la entre el hiperrealisme i el surrealisme. Es força present també l'eclecticisme entre ciència, màgia, art i bellesa.
Ćustić és un artista polifacètic que en el seu art interconnecta fotografia, art performance, escultura i videoart. Gran part del seu treball es fonamenta en el cubisme i l'objectivisme. Per ell, l'objectivisme fa referència a la "relació que tenim els humans amb els objectes. Quin significat tenen cada un d'ells a la nostra ment i quins arquetips representen". És un terme inventat per ell mateix que li permet descriure “la sensació visual estètica” que vol comunicar.
També està present en la seva obra l'exploració amb la patafísica, una ciència imaginària creada per l'escriptor francès Alfred Jarry. La patafísica sorgeix com una extrapolació absurda a la física, mes en comptes de cercar explicació a la realitat observable, se submergeix en quelcom absurd i surrealista, explorant conceptes que desafien la lògica convencional.
En les seves creacions se subordinen l'art, la moda i la ciència i, en elles, l’artista discuteix amb la ciència, juga amb la perspectiva, la distància, el joc cromàtic, la geometria i tota mena d’objectes, com ara bé objectes infantils, perillosos i punxants.

## Projectes artístics

### Univers visual:El Mal querer
Filip Ćustić va col·laborar conjuntament amb la Rosalia l'any 2018 per crear l'univers visual darrere del seu segon àlbum. Ćustić es va encarregar de narrar visualment cada un dels 11 capítols que componen la història musical que configuren l'àlbum de la catalana. La seva aportació artística es remet a barreja la narrativa darrere les cançons amb simbologia que materialitza directament en les metàfores visuals presents en les onze fotografies animades i el disseny de la portada de l'àlbum.

### Pi(x)el
L'any 2022, Ćustić va presentar la seva performance anomenada Pi(X)el a l'espai SOLO a Madrid. En ella l'artista barrejava performatisme, escultura hiperrealista, programació i vídeo per assenyalar la tirania dels estàndards de bellesa actuals i com el món digital ens pot ajudar a superar-los. El conjunt de l'obra convidava l'espectador a reflexionar envers la diversitat, les identitats fluides i la dismòrfia.

### Filtres Instagram
Un altre dels camps d'exploració de Ćustić són els filtres d'Instagram. Impulsat per la idea que el consumidor pugui col·locar-se part del seu art com una decoració del propi cos, ha desenvolupat diversos filtres per la famosa xarxa socials. Aquest híbrid entres tecnologia i antropometria, es un exemple de com el desenvolupament 3D s'estableix en el panorama artístic com una nova forma de materialització de l'obra.

## Exposicions

### Exposicions individuals
- micro=macro, actuació per al Festival Internacional de Manchester, Selfridges, Manchester (2019)[19]
- Filip Ćustić en Conversación con César Manrique, comissariada per Belinda Martín Porras, Fundació César Manrique, Lanzarote (2019)[20]
- Homo-?, comissariada per Belinda Martín Porras, La Térmica, Màlaga (2019)[21]
- Presente Mental, comissariada per Xurxo Ponce, Centro Cultural de España, Montevideo (2019)[22]
- Laberinto de espejos, actuació a Absolut Manifesto 19 – We Are A New World, Madrid (2019)[22]
- Objetismo Materializado - The Gathering, Caixa Forum Barcelona (2017)
- Patafísica: Suspensión, Fragmentación, James Fuentes Gallery, Nova York (2017)[23]
- Mueble sexual, Soho House Barcelona (2017)[24]
- surrealismo, abstracción 1, IKB 191, Madrid (2016)

### Exposicions col·lectives
- crno-bijelo, Organ Vida Festival, Museu d'Art Contemporani, Zagreb (2020)[4]
- 10 segons, 20 artistas, produït per Finding Art Madrid, Urvanity Art Fair, Madrid (2020)
- Enllaç a la Bio. Art after Social Media, comissariada per Anika Meier, Museum der bildenden Künste, Leipzig (2019)[25]
- LA RECERCA DEL PLAER (MODERN), Festival Mira, Barcelona (2018)[26]
- Les Rencontres d'Arles, Arles (2018)
- PHotoEspaña 2018, Madrid (2018).
- La trobada. La Noche Warhol, Caixa Forum Madrid (2018)
- Rosa. A Rosé Exhibition, Colette, París (2016)

## Premis
- Grammy Llatí 2019 al millor paquet de gravació per El mal querer de Rosalía.